# Dubrowka (obwód leningradzki)
Dubrowka – osiedle typu miejskiego w Rosji, w obwodzie leningradzkim. W 2010 roku liczyło 6693 mieszkańców.